# 崔庄乡
崔庄乡，是中华人民共和国河南省南阳市南召县下辖的一个乡镇级行政单位。

## 行政区划
崔庄乡下辖以下地区：
回龙沟村、曹村、花坪村、长龙岗村、前河村、李家庄村、荆子河村、王家庄村、程家庄村、鱼池村、崔庄村、小龙湾村、张村、枣庄村、马良村、周湾村、草庙村、塔寺村、寨坡村、韩庄村、粮食川村、山坪村、仓房村、东坪村和核桃树村。